# Blackbear
Matthew Tyler Musto (født 27. november 1990), bedre kendt som sit kunstnernavn Blackbear (stilet som blackbear), er en amerikansk hip hop musiker, sanger og komponist. Han har udgivet fire studio albummer, seks EP'er og to mixtapes. Musto er også et medlem af den alternative hip-hop og R&B duo Mansionz med den amerikanske sanger og rapper Mike Posner.

## Karriere

### 2006-2014: Tidlige karriere
I gymnasiet var Musto en sanger af en Florida-baseret rock band under navnet Polaroid. De udgav et album, Paint The Town, et EP, Inside And Out, og en demo, The Cure Demo. De fik en kontrakt med Leakmob Records. Musto droppede ud af skole i hans freshman år, niende klasse, for at fokusere på musik.
Efter han forladte Polaroid, begyndte Musto med sin solo karriere da han flyttede til Atlanta for at samarbejde med Ne-Yo. Han udgav sit første EP under navnet Brightness i 2008, efterfulgt af Contrast i 2009 og Exposure i 2010. Han udgav også en julesang med Tyler Carter, det da-værende medlem af bandet Woe, Is Me i 2010, kort efterfulgt af en ny single, 'Douche Bag'. I juli 2011 udgav Musto hans Year of the Blackbear EP. I efteråret af 2011 bestemte han sig for at tage hans nickname Blackbear og bruge det som hans pseudonym til at lave musik. Den første sang der blev udgivet med brug af navnet Blackbear var Mike Posners sang, 'Marauder Music' i november 2011.
Musto hjalp med at skrive Justin Biebers "Boyfriend", en nummer to hit på den amerikanske Billboard Hot 100 i det tidlige 2012. Med intention på at forfølge hans karriere som en R&B sanger, udgav Musto hans debut EP Foreplay på d. 20 april 2012, og hans debut mixtape Sex på d. 31 oktober 2012. Begge udgivelser var under navnet Blackbear, og Sex indgik kollaborationer fra den forrige "Boyfriend" sangskriver Mike Posner, og producere sangere og sangskrivere James Blake og Maejor Ali. Han var også med i MGKs End of the Road fra Lace Up albummet. Blackbear udgav en EP, The Afterglow, på d. 20 april 2014. Dette landede ham på fjerde pladsen på Billboards Uncharted hitliste af udgivelser fra kommende kunstnere.
I 2014 blev Blackbear et af de første uafhængige kunstnere som mornetiserede streaming på SoundCloud.